# Mimoclystia dimorpha
Mimoclystia dimorpha là một loài bướm đêm trong họ Geometridae.